# ميخائيل غريم
ميخائيل غريم (بالإنجليزية: Michael Grimm)‏ هو مغني أمريكي، ولد في 30 ديسمبر 1979 في Fort Carson ‏ في الولايات المتحدة.

## وصلات خارجية
- الموقع الرسمي
- ميخائيل غريم على موقع ميوزك برينز (الإنجليزية)